# La Place du Saint-Sauveur
Pour plus de détails, voir Fiche technique et Distribution.
La Place du Saint-Sauveur est un film dramatique réalisé par Joanna Kos-Krauze et Krzysztof Krauze, sorti le 8 septembre 2006 sur les écrans polonais. 

## Fiche technique
- Titre en polonais: Plac Zbawiciela
- Réalisation : Joanna Kos-Krauze et Krzysztof Krauze
- Scénario : Joanna Kos-Krauze et Krzysztof Krauze
- Production : Studio Filmowe Zebra-Telewizja Polska - Agencja Filmowa-Canal+ Polska
- Producteur : Juliusz Machulski
- Image : Wojciech Staroń
- Décors : Monika Sajko-Gradowska
- Costumes : Dorota Roqueplo
- Musique : Paweł Szymański
- Son :
- Montage : Krzysztof Szpetmański
- Directeur de production :
- Langue : polonais, français
- Format :
- Genre : Film dramatique
- Durée : 105 minutes (1 h 45)
- Dates de sortie : 8 septembre 2006 (Pologne)

## Distribution
- Jowita Budnik – Beata
- Arkadiusz Janiczek – Bartek
- Ewa Wencel – Teresa
- Dawid Gudejko – Dawid
- Natan Gudejko – Adrian
- Beata Fudalej – Edyta, sąsiadka Teresy, amie de Beata
- Zina Kerste – Hania, amie de Beata
- Zuzanna Lipiec – Irena, sœur de Beata
- Krzysztof Bochenek – Wiktor, frère de Beata
- Małgorzata Rudzka – Ola, chef de Hania
- Aleksander Mikołajczak – ami de Teresa
- Jerzy Gudejko
- Piotr Nowak – Piotr, collègue de Bartek
- Dariusz Pick
- Magdalena Gnatowska
- Jarosław Budnik – Jeremi
- Sławomir Jóźwik

## Récompenses
- Camerimage 2006

- Polskie Nagrody Filmowe 2006
  - Aigle de la meilleure actrice : Jowita Budnik
  - Aigle de la meilleure actrice dans un second rôle : Ewa Wencel
  - Aigle du meilleur réalisateur : Joanna Kos-Krauze
Krzysztof Krauze

- Festival du film polonais de Gdynia 2006
  - Lion d'or
  - Prix de la meilleure actrice : Jowita Budnik
  - Prix du meilleur second rôle féminin : Ewa Wencel
  - Meilleure musique Paweł Szymański
  - Prix des journalistes
  - Prix du Président de Pologne
  - Prix du Président de TVP

- Festival international du film de Valladolid 2007
  - Meilleure actrice : Jowita Budnik

- Festival du film de Trieste 2008
  - Joanna Kos-Krauze Krzysztof Krauze